# François Valentin
François Valentin', (La Roche-des-Arnauds (Alts Alps), 29 d'octubre, 1763 - Soissons (Aisne), 13 de novembre, 1822). era un general francès de la Revolució i de l'Imperi.

## Registres de servei
Va entrar al servei l'1 de març de 1780, com a soldat del 1r regiment d'infanteria, va esdevenir caporal l'1 de juny de 1786 i va obtenir l'acomiadament el 29 de febrer de 1788.
Va tornar al servei el 14 d'agost de 1788, com a soldat del 38è regiment d'infanteria. Caporal el 26 d'octubre de 1788, va ser nomenat sergent el 20 de setembre de 1789, sergent major l'1 de gener de 1792 i ajudant de servei l'1 d'octubre següent. L'11 de novembre de 1792 esdevingué ajudant major del 5è batalló de voluntaris del Marne i va servir a les campanyes de 1792 i 1793 a l'exèrcit del Mosel·la.
El 18 de febrer de 1793 va obtenir la seva llicència de capità, i va ser destinat a l'Exèrcit d'Occident. El 19 de febrer de 1794 va esdevenir ajudant general adjunt, i el 18 d'abril següent va ser nomenat adjunt general en cap de batalló, després el 4 de novembre de 1795, ajudant general en cap de brigada.
Durant la guerra de Vendée, es va distingir el 23 de març de 1796, a la batalla de La Chabotterie, on amb 100 granaders, va atacar les tropes de Charette, les va carregar durant dues hores i mitja, va matar 10 homes, les va envoltar al bosc de La Chabotterie, i va contribuir molt a la important captura d'aquest general de la Vendée.
L'any 1797 va ser destinat a l'exèrcit d'Itàlia i l'11 d'abril de 1798 s'embarca per a la campanya d'Egipte. El 23 de juny de 1798 va exercir com a cap d'estat major de la 2a divisió del general Bon, i l'11 de desembre de 1798 va comandar Suez. El 15 de gener de 1799 va participar en l'expedició a Síria, i va ser ferit per un tret a la cuixa dreta en el setge de Saint-Jean-d'Acre el 17 d'abril de 1799. L'1 d'agost va comandar la província. de Rosetta. Va ser ascendit a general de brigada provisional pel general Menou el 23 de setembre de 1800, i va ser confirmat en el seu grau per decret del primer cònsol el 14 de desembre de 1801.
Tornat a França, va ser enviat a la 14a divisió militar el 19 de març de 1802. Va ser nomenat cavaller de la Legió d'Honor l'11 de desembre de 1803 i comandant de l'orde el 14 de juny de 1804. El 18 d'octubre de 1805, va tornar a l'Exèrcit d'Itàlia, com a comandant de la 2a brigada de la divisió del general Partouneaux, i el 21 de febrer de 1806 va passar a la divisió del general Gardanne, amb la qual va participar en el setge de Gaeta.
Va servir a l'exèrcit de Nàpols del 1806 al 1809, i el 16 de març de 1809 va tornar a l'exèrcit d'Itàlia, per participar en la campanya d'Àustria. El 2 de maig de 1809 va comandar una brigada d'infanteria a la divisió del general Durutte, i va ser greument ferit el 14 de juny a la batalla de Raab. El 30 d'octubre de 1809 va prendre el comandament de la 2a Brigada de la 2a Divisió de Reserva de l'Exèrcit d'Espanya, i va ser nomenat Baró de l'Imperi el 9 de desembre de 1809.
L'11 de gener de 1810 va comandar la 1a brigada de la divisió del general Reynier, i va tornar a França l'1 d'octubre de 1811. El 8 de novembre de 1811 va passar a la 17a divisió militar i el 23 de gener de 1812 va prendre el comandament de la 2a brigada de la 8a divisió d'infanteria del 2n cos d'observació de l'Elba, després de la 3a brigada encara a la mateixa divisió del 2n cos de la Grande Armée per a la campanya de Rússia. Va ser ferit el 18 d'agost de 1812, a la batalla de Polotsk, i va ser autoritzat a tornar a França.
Va ser admès a la jubilació l'11 de setembre de 1812 i va ser nomenat comandant de la Reial Orde de les Dues Sicílies el 1813.
Va morir el 13 de novembre de 1822 a Soissons.

## Dotació
- El 9 de desembre de 1809, perceptor d'una anualitat de 6.000 francs de Roma.